# Duitsland op het Eurovisiesongfestival 1979
Duitsland deed mee aan het Eurovisiesongfestival 1979 in Jeruzalem. Het was de 24ste deelname van het land op het Eurovisiesongfestival.

## Selectieprocedure
De finale werd gehouden in de studio's van Rudi-Sedlmayer-Halle in München en werd gepresenteerd door Caroline Reiber en Thomas Gottschalk.
De winnaar werd gekozen door een representatief panel van 500 mensen..
| Volgorde | Artiest                         | Lied                                  | Plaats |
| -------- | ------------------------------- | ------------------------------------- | ------ |
| 1        | Tony Holiday                    | Zuviel Tequila, zuviel schöne Mädchen | 9de    |
| 2        | Hanne Haller                    | Goodbye, Chérie                       | 7de    |
| 3        | Gebrüder Blattschuß             | Ein Blick sagt mehr als jedes Wort    | 12de   |
| 4        | Ingrid Peters                   | Du bist nicht frei                    | 8ste   |
| 5        | Jerry Rix and Linda G. Thompson | Wochenende                            | 11de   |
| 6        | Truck Stop                      | Take it easy, altes Haus              | 2de    |
| 7        | Jeanne de Roy                   | Was wir aus Liebe tun                 | 10de   |
| 8        | Bernhard Brink                  | Madeleine                             | 6de    |
| 9        | Dschinghis Khan                 | Dschinghis Khan                       | 1ste   |
| 10       | Paola                           | Vogel der Nacht                       | 3de    |
| 11       | Roberto Blanco                  | Samba si, Arbeit no                   | 4de    |
| 12       | Orlando Riva Sound              | Lady lady lady                        | 5de    |

## In Jeruzalem
In de finale van het Eurovisiesongfestival 1979, gehouden in Jeruzalem, moest Duitsland optreden als 9de, net na Zwitserland en voor Israël. Op het einde van de stemming bleek dat ze op een 4de plaats geëindigd was met 86 punten. Men ontving 4 keer het maximum van de punten. Nederland had twee punten over voor deze inzending, België vier.

### Gekregen punten
| 12 punten                                  | 10 punten | 8 punten              | 7 punten               | 6 punten             |
| ------------------------------------------ | --------- | --------------------- | ---------------------- | -------------------- |
| - Denemarken - Frankrijk - Monaco - Spanje |           | - Verenigd Koninkrijk |                        | - Israël - Zweden    |
| 5 punten                                   | 4 punten  | 3 punten              | 2 punten               | 1 punt               |
| - Ierland                                  | - België  | - Finland             | - Nederland - Portugal | - Italië - Luxemburg |

### Gegeven punten
Punten gegeven in de finale:
| 12 punten | Spanje              |
| 10 punten | Denemarken          |
| 8 punten  | Verenigd Koninkrijk |
| 7 punten  | Zwitserland         |
| 6 punten  | Ierland             |
| 5 punten  | Finland             |
| 4 punten  | Portugal            |
| 3 punten  | Nederland           |
| 2 punten  | Griekenland         |
| 1 punt    | België              |

1956 · 1957 · 1958 · 1959 · 1960 · 1961 · 1962 · 1963 · 1964 · 1965 · 1966 · 1967 · 1968 · 1969 · 1970 · 1971 · 1972 · 1973 · 1974 · 1975 · 1976 · 1977 · 1978 · 1979 · 1980 · 1981 · 1982 · 1983 · 1984 · 1985 · 1986 · 1987 · 1988 · 1989 · 1990 · 1991 · 1992 · 1993 · 1994 · 1995 · 1996 · 1997 · 1998 · 1999 · 2000 · 2001 · 2002 · 2003 · 2004 · 2005 · 2006 · 2007 · 2008 · 2009 · 2010 · 2011 · 2012 · 2013 · 2014 · 2015 · 2016 · 2017 · 2018 · 2019 · 2020 · 2021 · 2022 · 2023 · 2024 · 2025